# 米哈伊尔·巴里什尼科夫
（國際音標：[mʲɪxɐˈil bɐ'rɨʂnʲɪkəf]，1948年1月27日—）是俄裔美国舞者、编舞和演员，出生于苏联拉脱维亚。他是二十世纪七八十年代杰出的男性古典舞者。此后，他成为了著名的芭蕾舞指导。
巴里什尼科夫出生于拉脱维亚苏维埃共和国的里加，其职业生涯始于列宁格勒的基洛夫芭蕾舞团，这是一个良好的开端。他后来于1974年叛逃到加拿大，以在西方舞蹈中寻求更多的机会。在美国芭蕾舞剧院跳舞之后，他加入了纽约市芭蕾舞团，担任了一季的首席舞者，学习乔治·巴兰奇的新古典俄罗斯风格运动。然后他回到美国芭蕾舞剧院，后来在那里成为艺术总监。巴里什尼科夫开拓了许多他自己的艺术项目，尤其与推广现代舞有关，首演了数十部新作品，其中很多是他自己的作品。作为戏剧演员，他在舞台、电影和电视上都取得了成功，这使他成为了最广为人知的当代芭蕾舞演员之一。自1974年叛逃以后，巴里什尼科夫再也没有回到俄罗斯，并在1986年归化为美国公民。2017年，因巴里什尼科夫非凡的成就，拉脱维亚授予其公民身份。
1977年，他因在电影《转折点》中饰演尤里·科佩金（Yuri Kopeikine）而获得奥斯卡最佳男配角奖提名和一项金球奖提名。他与格雷戈里·海因斯、海伦·米伦和伊莎贝拉·罗塞里尼一起主演了电影《飛越蘇聯》，并在电视剧《欲望都市》的最后一季中扮演了一个多次出现的角色。

## 早期生活
米哈伊尔·巴里什尼科夫生于苏联的拉脱维亚苏维埃社会主义共和国，即现拉脱维亚的里加。他的父母都是俄罗斯人，母亲亚历山德拉·巴里什尼科夫（Alexandra Baryshnikov，原姓基谢廖娃Kiselyova）是一名裁缝师，父亲尼古拉·巴里什尼科夫（Nikolay Baryshnikov）是一名工程师。巴里什尼科夫说，他父亲是一名严格的民族主义军人，是他母亲把他带入了戏剧、歌剧和芭蕾舞的世界。他12 岁时，母亲自杀身亡。

## 舞蹈生涯

### 1960-1974：早年
1960年，巴里什尼科夫在里加开始学习芭蕾，当时他12岁。1964年，他进入了列宁格勒（今圣彼得堡）的瓦加诺娃学校。巴里什尼科夫很快就获得了瓦尔纳国际芭蕾舞赛少年组的最高奖项。他加入了马林斯基芭蕾舞团（当时称为基洛夫芭蕾舞团），并于1967年在《吉赛尔》中表演“农民（Peasant）”双人舞。多位苏联编舞家都很欣赏巴里什尼科夫的才华，尤其是其舞台表现力和技术纯洁性，并为他编排了芭蕾舞，包括奥列格·维诺格拉多夫、康斯坦丁·谢尔盖耶夫、伊戈尔·切尔尼科夫（Igor Tchernichov）和列昂尼德·雅各布森。巴里什尼科夫出演的标志性角色有：雅各布森1969年的杰出作品《韦斯特里斯》（Vestris）中的角色，以及《吉赛尔》中情绪激动的阿尔布雷希特（lbrecht）。当他还在苏联时，《纽约时报》的评论家克莱夫·巴恩斯就将其称为“我见过的最完美舞者”。

### 1974年：叛逃到加拿大
巴里什尼科夫的天赋从他年轻时就已显现，但身高仅5英尺5英寸（165）到5英尺6英寸（168）——比大多数舞者都矮，即使在足尖站立时也无法高高耸立，因此他被迫退居第二梯队。更令他沮丧的是，苏联舞蹈界严格遵循19世纪的传统，并刻意避开西方编舞家，巴里什尼科夫偶尔会在巡演和影片中看到他们的作品。他离开苏联的主要原因就是要与这些创新者合作。
1974年6月29日，在随莫斯科大剧院芭蕾舞团在加拿大巡演期间，巴里什尼科夫叛逃了，在多伦多申请政治庇护，并以客座身份暂时加入了加拿大国家芭蕾舞团。他还宣布他不会返回苏联。他后来说，他的美国朋友克里斯蒂娜·柏林（Christina Berlin），在其1970年伦敦巡演期间，还帮助他策划了一次叛逃。他在加拿大暂时隐居之后，其首次电视演出是随加拿大国家芭蕾舞团演出的《仙女》。之后他去了美国。1975年12月，他和舞伴纳塔利娅·马卡罗娃，在BBC电视剧《竞技场》中的一集有精彩的表演。
在他叛逃后的头两年里，他的舞蹈来自于至少13位不同的编舞家，包括杰罗姆·罗宾斯、格伦·泰特利、Alvin Ailey和特怀拉·萨普。1976年，他对《纽约时报》舞蹈评论家安娜·基塞尔戈夫说：“每部芭蕾舞是否成功并不重要，但新的体验给了我很多收获。”他引用了两个事例，一件是他迷恋上了艾利混合古典和现代技术的方式，另一件是他最初并不适应萨普坚持在舞蹈中融入古怪的个人手势。

### 1974-1978：美国芭蕾舞剧院首席舞者
从1974到1978年，巴里什尼科夫是美国芭蕾舞剧院（ABT）的首席舞者，与盖尔西·柯克兰合作。

### 1978-1979：纽约市芭蕾舞团首席舞者

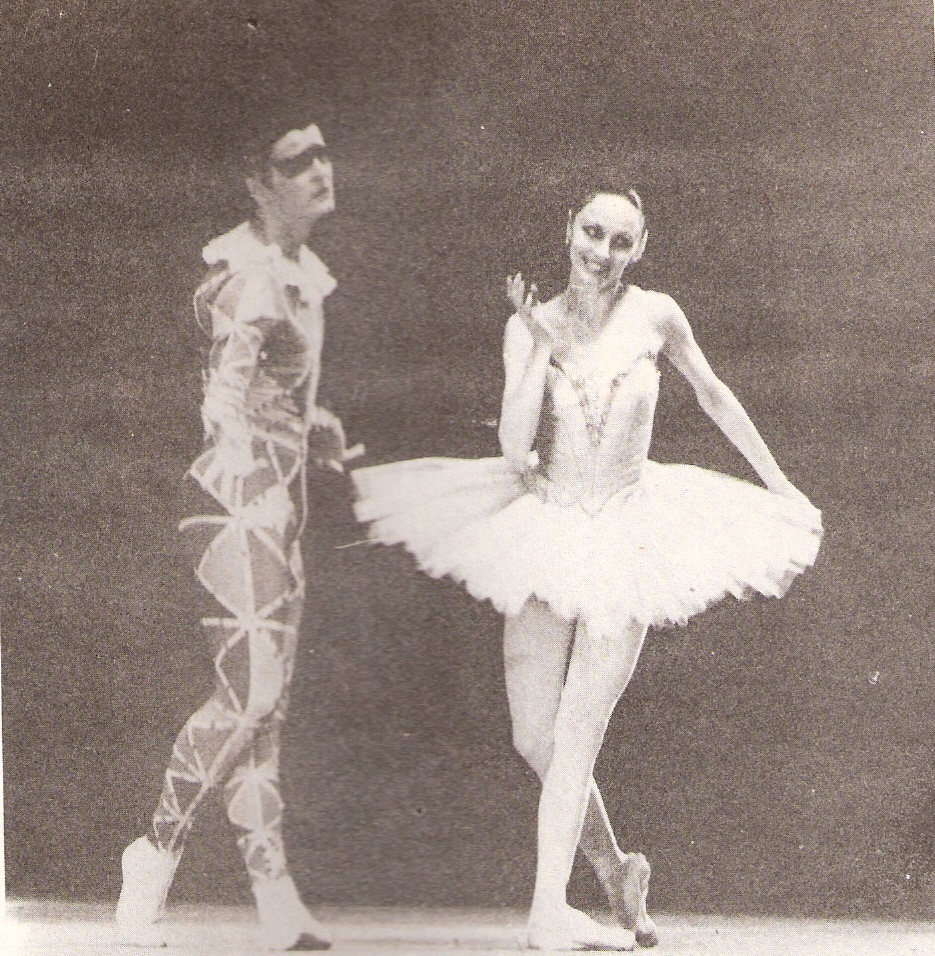
1979年，巴里什尼科夫和帕特里夏·麦克布莱德在布宜诺斯艾利斯的一次活动上。

1978年，巴里什尼科夫放弃了其自由职业生涯，在乔治·巴兰奇经营的纽约市芭蕾舞团（NYCB）担任了18个月的首席。巴兰奇又被称为“B 先生”（Mr. B），他很少欢迎客座艺术家，并曾拒绝与纽瑞耶夫和马卡罗娃合作。巴里什尼科夫决定将全部精力投入这家纽约公司，这震惊了整个舞蹈界。巴兰奇没有为巴里什尼科夫创作过新作品，但他确实以其独特的风格对其进行了指导，巴里什尼科夫在《阿波罗》、《浪子回头》和《红宝石》等的标志性角色中取得了成功。杰罗姆·罗宾斯为巴里什尼科夫和NYCB当红的帕特里夏·麦克布莱德创作了《作品19/梦想家》。
从1978到1979年，巴里什尼科夫在纽约市芭蕾舞团担任了15个月首席舞者。1978年7月8日，他在萨拉托加泉随乔治·巴兰奇和林肯·柯尔斯坦的公司首次亮相，在《科佩利亚》中饰演弗兰兹（Franz）。
1979年10月12日，巴里什尼科夫随市芭蕾舞团在肯尼迪中心演出，在巴兰奇的芭蕾舞剧《梦游女》中扮演诗人（the Poet）的角色。由于肌腱炎和其它伤病，这是他在纽约市芭蕾舞团的最后一场演出。他在那里任职期间，正是巴兰奇健康状况不佳的时期。之后巴兰奇心脏病发作，并最终于1979年6月成功进行了心脏手术。1980年9月，巴里什尼科夫离开了公司，成为了ABT的艺术总监，并因伤休假。

### 1980-2002：美国芭蕾舞剧院和白橡树舞蹈项目的艺术总监
巴里什尼科夫于1980年9月返回美国芭蕾舞剧院担任艺术总监，他担任该职位一直到1989年。他在ABT也担任舞者。巴里什尼科夫一直对新事物着迷。正如他所观察到的，“你把腿抬多高并不重要。该技术重要的是透明、简单，以及进行认真的尝试。”巴里什尼科夫还与世界各地的芭蕾舞团和现代舞团一起巡演了15个月。有几个角色就是为他创造的，包括罗宾斯的《作品19：梦想家》（1979）、弗雷德里克·阿什顿的《狂想曲》（1980）和罗宾斯的、与纳塔利娅·马卡罗娃合作的《其它舞蹈》。
从1990到2002年，巴里什尼科夫担任白橡树舞蹈项目的艺术总监，这是他与马克·莫里斯共同创立的一家巡演公司。白橡树项目的成立是为了给较年长的舞者创作原创作品。2007年，在他60岁生日之前，他出演了由乔安妮·阿卡莱蒂斯导演的、萨缪尔·贝克特的四部短剧。
1999年，巴里什尼科夫被选为美国文理科学院院士。2000年，他获得了国家艺术奖章。

### 2002年至今：巴里什尼科夫艺术中心及获奖
2003年，巴里什尼科夫获得了贝诺瓦舞蹈奖的终身成就奖。2005年，他在纽约创办了巴里什尼科夫艺术中心。2006年夏季，巴里什尼科夫参加了地狱厨房舞蹈团（Hell's Kitchen Dance）的巡演，这是由巴里什尼科夫艺术中心赞助的。该公司以巴里什尼科夫艺术中心成员阿苏尔·巴顿（Azsure Barton）和本杰明·米派德的作品为特色，在美国和巴西举行巡演。他已获得了三个荣誉学位：2006年5月11日，来自纽约大学；2007年9月28日，来自雪兰多大学雪兰多音乐学院；2008年5月23日，来自蒙特克莱尔州立大学。2007年8月下旬，巴里什尼科夫与安娜·拉古娜一起，在斯德哥尔摩的丹森胡斯（Dansens Hus）演出了麦茨·埃克的《地方》（Ställe）。2012年获得了维尔切克舞蹈奖。
巴里什尼科夫曾在以色列演出过三次：1996年，随白橡树舞蹈项目在凯撒利亚的罗马剧院；2010年，与安娜·拉古娜一起；2011年，在特拉维夫的苏珊德拉尔中心主演了九场《在巴黎》（In Paris），这是由伊万·蒲宁的短篇小说改编的。在2011年《国土报》的采访中，他表达了对以色列艺术抵制的反对，并称以色列对当代舞蹈的热情令人震惊。

## 保留节目
巴里什尼科夫与乔治·巴兰奇合作，并作为皇家芭蕾舞团的常客艺术家。
- 《科佩利亚（英语：Coppélia）》中的弗兰兹（Franz）
- 《吉赛尔》中的阿尔布雷希特（Albrecht）

## 电影、电视和戏剧

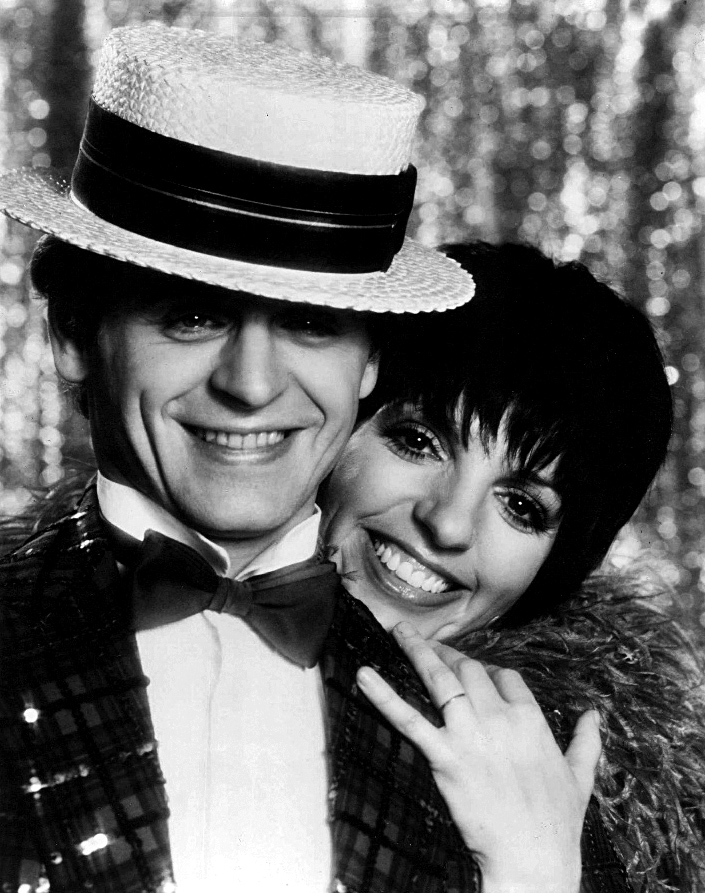
1980年与丽莎·明内利在《百老汇的巴里什尼科夫》（Baryshnikov on Broadway）中

1976年，巴里什尼科夫首次亮相美国的电视舞蹈节目，该节目是PBS的《来自捕狼陷阱的现场表演》（In Performance Live from Wolf Trap）。文化影片（Kultur Video）发行了该节目的DVD。
1977年圣诞季，CBS将巴里什尼科夫的ABT制作的柴可夫斯基的《胡桃夹子》搬上荧屏，巴里什尼科夫担任主演，共同演出的包括ABT的盖尔西·柯克兰和亚历山大·明兹（Alexander Minz）。《胡桃夹子》有多种不同的版本在电视上多次出现，但巴里什尼科夫的版本是仅有的两个获得过艾美奖提名的版本之一。
巴里什尼科夫还曾在两部获得艾美奖的电视特别节目中演出，一部是在ABC上，另一部是在CBS上，他分别在百老汇和好莱坞的音乐中跳舞。在二十世纪七八十年代，他曾多次随ABT出现在《林肯中心现场直播》的和《精彩演出》中。他还曾经出现在肯尼迪中心荣誉奖的多次电视转播中。
巴里什尼科夫到纽约后不久，就出演了他的第一个电影角色。他在1977年的电影《转折点》中饰演了著名的女性化俄罗斯芭蕾舞演员尤里·科佩金（Yuri Kopeikine），并因此获得了奥斯卡提名。他与格雷戈里·海因斯和伊莎贝拉·罗塞里尼共同主演了1985年由特怀拉·萨普编舞的电影《飞跃苏联》，并主演了1987年的电影《舞者》。在电视方面，他在《欲望都市》的最后一季中，扮演了一位俄罗斯艺术家亚历山大·彼得罗夫斯基，他无情地追求凯莉·布雷萧并带她去巴黎。他与金·哈克曼共同出演了《公司业务》（1991）。
1996至1998年，一个动画系列，《米哈伊尔·巴里什尼科夫：来自我童年的故事》（Mikhail Baryshnikov's Stories from My Childhood）出现在美国PBS网络上。这些卡通片由俄罗斯动画公司联盟动画电影制作，并由吉姆·贝鲁什、劳拉·圣贾科莫、哈维·菲尔斯坦和柯尔斯滕·邓斯特等美国演员重新配音。巴里什尼科夫主持了这个节目，展示了他最喜欢的民间故事，包括《美女与野兽：红花记》（Beauty and the Beast: A Tale of the Crimson Flower）、《冰雪女王》、《最后的花瓣》（The Last Petal）和《金鸡》（The Golden Rooster）。该动画片也以家庭视频的形式发布。
2006年11月2日，巴里什尼科夫和厨师爱丽丝·沃特斯主演了圣丹斯频道的原创电视节目《偶像破坏者》中的一集。两人的友谊源远流长。他们讨论了他们的生活方式、灵感来源和社会项目。在节目中，沃特斯参观了位于纽约市的巴里什尼科夫艺术中心。而巴里什尼科夫则在随地狱厨房舞蹈团巡演期间，到伯克利参观了她的餐厅Chez Panisse。2007年7月17日，PBS的《吉姆·莱勒：新闻一小时》介绍了巴里什尼科夫和他的艺术中心。他在2014年的电影《杰克莱恩：诡影任务》中以内政部长索罗金（Sorokin）的身份出现，但未署名。
为了延续他对现代舞的兴趣，巴里什尼科夫出现在了2015年一则服装设计师布头与骨头及街舞艺术家小巴克的广告中。

### 作为演员登台
巴里什尼科夫是前卫剧院的表演者。他在百老汇的突破性表演是在1989年，当时他在《变形记》中饰演格雷戈尔·萨姆萨（Gregor Samsa），该剧改编自弗朗茨·卡夫卡的小说。他因此剧获得了托尼奖提名。
2004年，巴里什尼科夫在纽约市林肯中心演出了《禁忌圣诞节或医生与病人》（Forbidden Christmas or The Doctor And The Patient），2007年在纽约剧院工作室出演了《贝克特短剧》（Beckett Shorts）。2012年4月11-21日，他主演了德米特里·克里莫夫（Dmitry Krymov）执导的新剧《在巴黎》（In Paris）。该剧在圣莫尼卡学院表演艺术中心的大舞台（Broad Stage）上演出，与其同台主演的是安娜·辛亚金娜（Anna Sinyakina）。此后，巴里什尼科夫又出现在根据契诃夫《装在套子里的人》改编的舞台剧中。关于这部作品，他说：
 我是读契诃夫的故事和戏剧长大的。一段时间以来，我一直想在舞台上探索契诃夫的故事，我很高兴将《装在套子里的人》带到伯克利剧目剧院。这两个故事都是关于孤独的男人和他们自我施加的限制。我们对第一个故事“装在套子里的人”中的人物知之甚少，只知道他教的是古典希腊语，以及他有点古怪和保守。但随后发生了一些出乎他意料的事情。第二个故事“关于爱”与第一部作品形成鲜明对比。两个故事的核心都是关于爱。而且我认为这在很多方面都是一场浪漫的表演，非常适合伯克利剧目剧院的观众。 ——米哈伊尔·巴里什尼科夫
2015年4月21日，《纽约时报》报道称，巴里什尼科夫计划于2015年在里加朗诵诗人约瑟夫·布罗茨基的作品。这场演出被称为“布罗茨基/巴里什尼科夫”，用的是原版俄语，于2015年10月15日首演。其国际巡演于2016年1月从特拉维夫开始，2016年3月在纽约市上演。（巴里什尼科夫在1974年见到了布罗茨基，当时苏联当局强迫布罗茨基离开了他的祖国，他刚搬到美国。他们一直是朋友，直到1996年布罗茨基去世。）

## 个人生活

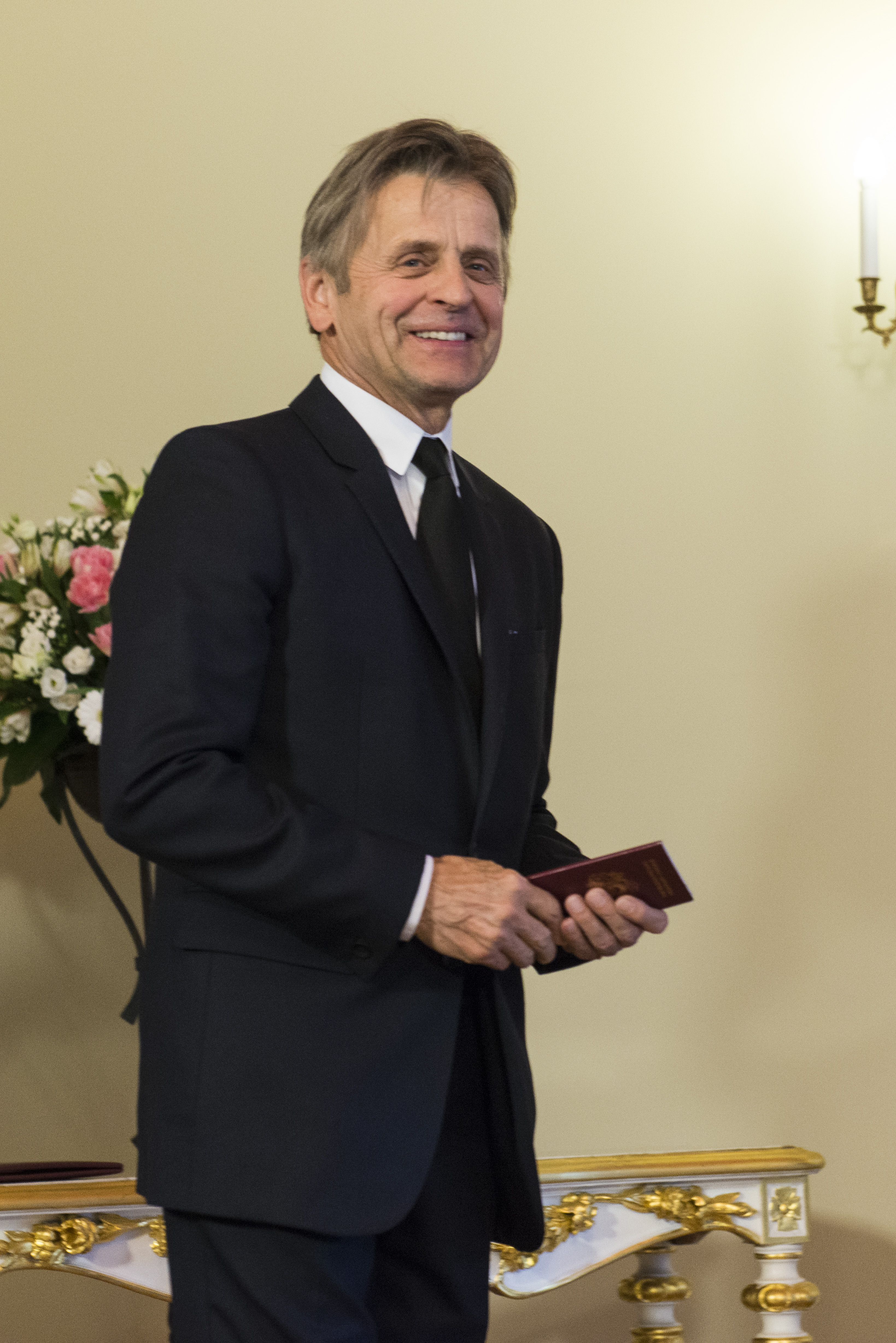
巴里什尼科夫于2017年4月27日收到了其拉脱维亚公民护照。

巴里什尼科夫有一个女儿舒拉·巴里什尼科夫，是他与女演员杰西卡·兰格所生。巴里什尼科夫在与兰格见面时，他的英语还很差，所以他们用法语交流。他最终通过电视学会了英语。1982到1983年间，他与特尤丝蒂·韦尔德约会，而韦尔德是兰格最好的朋友。
巴里什尼科夫曾与前芭蕾舞演员丽莎·莱因哈特保持了一段长期的关系。他们共有三个孩子：彼得（Peter）、安娜和索菲亚（Sofia）。2002年他曾告诉拉里·金，他并不“相信传统方式的婚姻”，但他却在2006年和莱因哈特结了婚。
在2016年美国总统选举中，巴里什尼科夫支持民主党候选人希拉里·克林顿担任总统。

### 国籍
1986年7月3日，巴里什尼科夫成为美国归化公民。当被问及他是否觉得自己像个美国人时，他说：“我倾向于认为自己是世界人。我在巴黎感觉完全是巴黎人。完全巴黎人。我在这里有自己的位置，这里有很多亲密的朋友和合作者，我真的觉得我可以和他们谈正事。人的事，不是“生意”的事。巴黎一直是我童年的梦想。像所有俄罗斯人一样，我们在法国艺术中长大。美国，北美——这是一个新的国家。当然，如果有人让我选择巴黎或纽约，我会选择纽约。但在精神上，不知何故，我爱欧洲。”
2017年4月27日，拉脱维亚共和国因其非凡成就，授予巴里什尼科夫公民身份。2016年12月21日，巴里什尼科夫向拉脱维亚议会写了一封信，并同时提交了申请，他表示希望成为拉脱维亚公民。他写道，这个决定是基于他在拉脱维亚生活的头16年的记忆，这为他的余生提供了基础。“正是在那里，我对艺术的接触，使我发现了我作为表演者的未来命运。里加仍然是我寻找艺术灵感的地方。”巴里什尼科夫在给拉脱维亚议会的信中写道。当时，拉脱维亚与巴里什尼科夫这样的俄罗斯族人关系紧张，而他的父亲则为苏联军队工作。

## 奖项

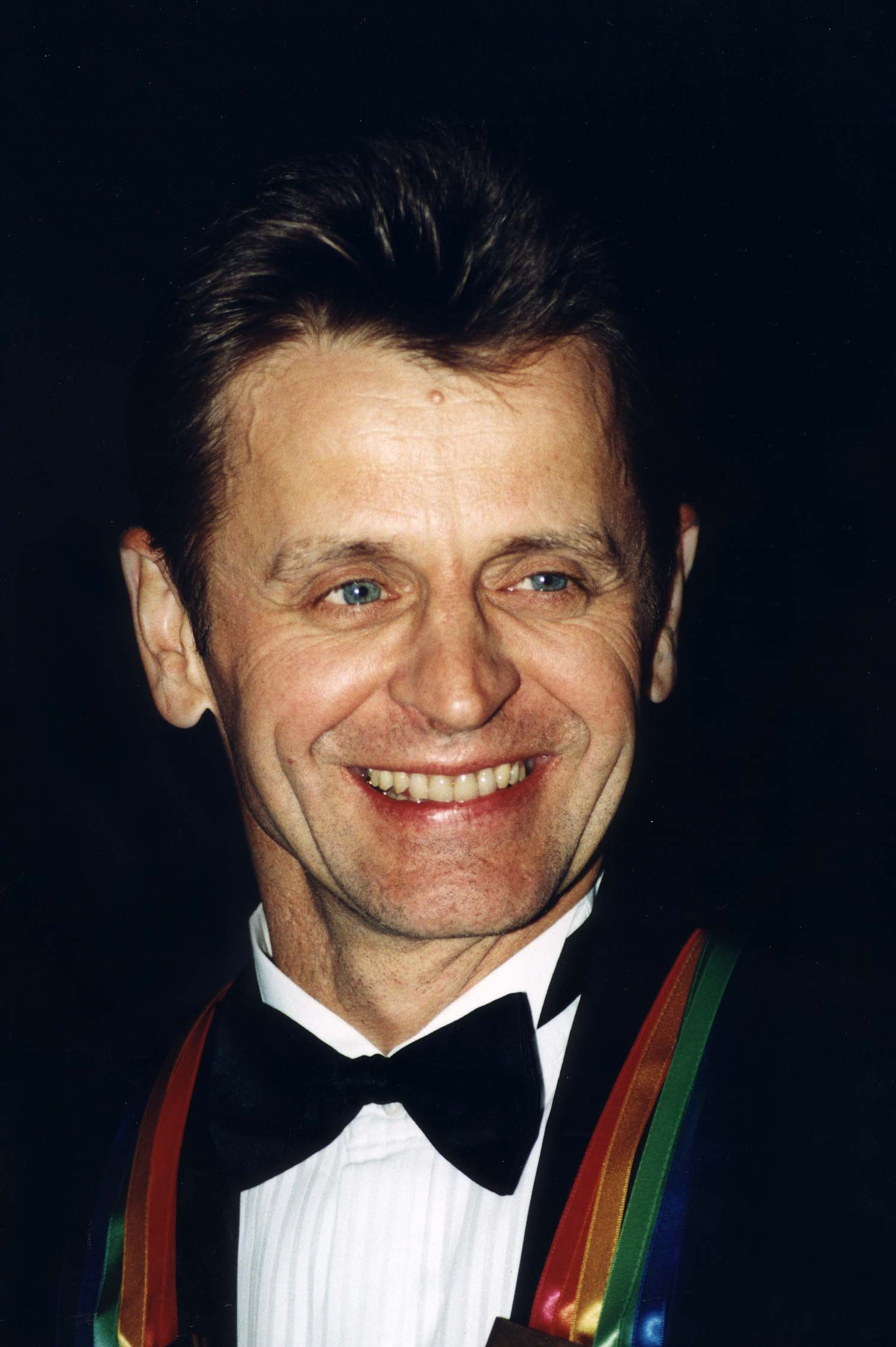
巴里什尼科夫佩戴着肯尼迪中心荣誉奖奖章，2000年。

- 1966年瓦尔纳国际芭蕾舞赛（英语：Varna International Ballet Competition）金牌（初级组）[34]
- 1969年莫斯科国际芭蕾舞赛（Moscow International Ballet Competition）金牌[35]
- 1969年巴黎舞蹈学院（Paris Academy of Dance）尼金斯基奖（Nijinsky Prize），因其在《韦斯特里斯》（Vestris）中的表演
- 1977年奥斯卡最佳男配角奖提名，电影艺术与科学学院，因其在《转折点（英语：The Turning Point (1977 film)）》中的表演
- 1977年金球奖最佳电影男配角提名，外国电影学院出版社（Academy of Foreign Film Press），因其在《转折点》中的表演
- 1978年舞蹈杂志（英语：Dance Magazine）奖
- 1979年耶鲁大学D.F.A.
- 1987年美国速冻布丁戏剧（英语：Hasty Pudding Theatricals）年度人物
- 2000年肯尼迪中心荣誉奖
- 2004年杰罗姆·罗宾斯奖
- 2005年国家艺术奖（英语：National Arts Awards）
- 2006年乔治和朱迪·马库斯终身成就奖（George and Judy Marcus Prize for Lifetime Achievement）
- 2006年获得纽约大学荣誉学位
- 2007年获得雪兰多大学音乐学院荣誉学位
- 2008年获得蒙特克莱尔州立大学荣誉学位
- 2019年获得南加州大学荣誉学位

## 影视作品

### 电影演出
| 年份                | 公司               | 影片原名                                       | 影片译名                              | 角色原名                  | 角色译名               | 备注                                                 |
| ------------------- | ------------------ | ---------------------------------------------- | ------------------------------------- | ------------------------- | ---------------------- | ---------------------------------------------------- |
| 1977                | 二十世纪福克斯     | The Turning Point                              | 转折点                                | Yuri Kopeikine            | 尤里·科佩金            | 兼编舞，奥罗拉的婚礼（Aurora's Wedding）和海盗船片段 |
| 1980                |                    | When I Think of Russia                         | 当我想起俄罗斯                        |                           |                        |                                                      |
| 1985                | 米高梅/联美        | That's Dancing!                                | 那是跳舞！                            | Narrator                  | 旁白                   |                                                      |
| 1985                | 哥伦比亚           | White Nights                                   | 飞跃苏联                              | Nikolai "Kolya" Rodchenko | 尼古拉·“科利亚”·罗琴科 | 兼额外编舞                                           |
| 1987                | 戈兰-格洛布斯/佳能 | Dancers（又名Giselle）                         | 舞者（又名吉赛尔）                    | Anton Sergeyev            | 安东·谢尔盖耶夫        | 兼编舞，吉赛尔（Giselle）片段                        |
| 1991                | 米高梅/百代        | Company Business                               | 公司业务                              | Pyotr Grushenko           | 彼得·格鲁申科          |                                                      |
| 1991                |                    | The Cabinet of Dr. Ramirez                     | 拉米雷斯博士的内阁                    | Cesar                     | 塞萨尔                 |                                                      |
| 1992 （录像带1994） |                    | Russian Holiday （录像带名为Russian Roulette） | 俄罗斯假日 （录像带名为俄罗斯轮盘赌） |                           |                        |                                                      |
| 2001                |                    | Le mystere Babilee                             | 神秘的巴比伦                          |                           |                        |                                                      |

### 电视演出
| 年份             | 电视台   | 节目原名                    | 节目译名           | 标题原名                                                                          | 标题译名                                           | 片段原名                            | 片段译名                | 角色原名 | 角色译名         |
| ---------------- | -------- | --------------------------- | ------------------ | --------------------------------------------------------------------------------- | -------------------------------------------------- | ----------------------------------- | ----------------------- | -------- | ---------------- |
| 1976             | PBS      | In Performance at Wolf Trap | 在捕狼陷阱的表演中 | An Evening with Mikhail Baryshnikov                                               | 与米哈伊尔·巴里什尼科夫的一个晚上                  |                                     |                         |          |                  |
| 1977             | PBS      | Live from Lincoln Center    | 林肯中心现场直播   |                                                                                   |                                                    | Giselle                             | 吉赛尔                  | Albrecht | 阿尔布雷希特     |
| 1977             | CBS      |                             |                    | The Nutcracker                                                                    | 胡桃夹子                                           |                                     |                         |          | 主角（兼编舞）   |
| 1978             |          |                             |                    | 32nd Tony Awards                                                                  | 第32届托尼奖                                       |                                     |                         |          |                  |
| 1978             | PBS      | Live from Lincoln Center    | 林肯中心现场直播   |                                                                                   |                                                    | Theme and Variations                | 主题与变奏              |          |                  |
| 1978             | PBS      |                             |                    | Don Quixote                                                                       | 唐吉诃德                                           |                                     |                         |          |                  |
| 1978             |          | Live from Lincoln Center    | 林肯中心现场直播   | American Ballet Theatre at the Metropolitan Opera House                           | 美国芭蕾舞剧院在大都会歌剧院的演出                 |                                     |                         |          |                  |
| 1979             |          | Dance in America            | 美国舞蹈           |                                                                                   |                                                    | Choreography by Balanchine: Part IV | 巴兰奇编舞：第四部分    |          |                  |
| 1979             | PBS      |                             |                    | Baryshnikov at the White House                                                    | 巴里什尼科夫在白宫                                 |                                     |                         |          |                  |
| 1979             | NBC      |                             |                    | Bob Hope Special                                                                  | 鲍勃·霍普特辑                                      | Bob Hope on the Road to China       | 鲍勃·霍普在去中国的路上 |          |                  |
| 1980             | ABC和PBS |                             |                    | IBM Presents Baryshnikov on Broadway                                              | IBM在百老汇介绍巴里什尼科夫                        |                                     |                         |          | （主持人）       |
| 1980、1981、1983 |          |                             |                    | The Kennedy Center Honors                                                         | 肯尼迪中心荣誉奖                                   |                                     |                         |          |                  |
| 1981             |          |                             |                    | Walt Disney ... One Man's Dream                                                   | 沃尔特·迪斯尼……一个人的梦想                        |                                     |                         |          |                  |
| 1981             |          | Live from Lincoln Center    | 林肯中心现场直播   | An Evening with American Ballet Theatre                                           | 美国芭蕾舞剧院之夜                                 |                                     |                         |          |                  |
| 1981             |          |                             |                    | The American Film Institute Salute to Fred Astaire                                | 美国电影学会向弗雷德·阿斯泰尔致敬                  |                                     |                         |          |                  |
| 1982             | CBS      |                             |                    | Baryshnikov in Hollywood                                                          | 巴里什尼科夫在好莱坞                               |                                     |                         |          | （主持人）       |
| 1984             | PBS      | Dance in America            | 美国舞蹈           | Baryshnikov by Tharp with American Ballet Theatre                                 | 巴里什尼科夫与美国芭蕾舞剧院，萨普编舞             |                                     |                         |          | （兼艺术指导）   |
| 1984             |          |                             |                    | Don Quixote                                                                       | 堂吉诃德                                           |                                     |                         | Basilio  | 巴西利奥         |
| 1985             | CBS      |                             |                    | The Kennedy Center Honors                                                         | 肯尼迪中心荣誉奖                                   |                                     |                         |          |                  |
| 1985             | CBS      |                             |                    | The American Film Institute Salute to Gene Kelly                                  | 美国电影学会向金·凯利致敬                          |                                     |                         |          |                  |
| 1985             | ABC      |                             |                    | The 50th Presidential Inaugural Gala                                              | 第50届总统就职晚会                                 |                                     |                         |          |                  |
| 1985             | PBS      |                             |                    | Great Performances: Live from Lincoln Center                                      | 精彩演出：林肯中心现场直播                         |                                     |                         |          |                  |
| 1986             | ABC      | Liberty Weekend             | 自由周末           |                                                                                   |                                                    |                                     |                         |          |                  |
| 1986             | ABC      |                             |                    | The 58th Annual Academy Awards                                                    | 第58届奥斯卡金像奖                                 |                                     |                         |          |                  |
| 1987             | PBS      | Great Performances          | 精彩演出           | Celebrating Gershwin                                                              | 祝贺格什温                                         |                                     |                         |          | （兼编舞）       |
| 1987             | PBS      | Great Performances          | 精彩演出           | Dance in America: David Gordon's Made in U.S.A.                                   | 美国舞蹈：大卫·戈登的美国制造                      |                                     |                         |          |                  |
| 1987             | ABC      |                             |                    | All-Star Gala at Ford's Theater                                                   | 福特剧院全明星晚会                                 |                                     |                         |          |                  |
| 1988             | PBS      | Great Performances          | 精彩演出           | Balanchine and Cunningham: An Evening at American Ballet Theatre                  | 巴兰奇和康宁汉：美国芭蕾舞剧院之夜                 | La sonnambula                       | 梦游女                  | Poet     | 诗人             |
| 1989             | CBS      |                             |                    | The Presidential Inaugural Gala                                                   | 总统就职晚会                                       |                                     |                         |          |                  |
| 1989             | NBC      |                             |                    | From the Heart ... The First International Very Special Arts Festival             | 发自内心……第一届国际非常特别的艺术节               |                                     |                         |          |                  |
| 1989             | PBS      | Great Performances          | 精彩演出           | Dance in America: Baryshnikov Dances Balanchine with American Ballet Theatre      | 美国舞蹈：巴里什尼科夫携美国芭蕾舞剧院跳巴兰奇的舞 | Who Cares?和Apollo                  | 谁在乎？和阿波罗        | Dancer   | 舞者             |
| 1990             | PBS      |                             |                    | American Tribute to Vaclav Havel and a Celebration of Democracy in Czechoslovakia | 美国致敬瓦茨拉夫·哈维尔暨祝贺捷克斯洛伐克的民主    |                                     |                         |          |                  |
| 1992             |          | Arts and Entertainment      | 艺术娱乐           | The Nicholas Brothers: We Sing and We Dance                                       | 尼古拉斯兄弟：我们唱歌我们跳舞                     |                                     |                         |          |                  |
| 1992             | PBS      | Great Performances          | 精彩演出           | Great Performances' 20th Anniversary Special                                      | 精彩演出20周年特别节目                             | Zoetrope                            | 西洋镜                  | Dancer   | 舞者             |
| 1994             | PBS      | American Masters            | 美国大师           | Martha Graham: The Dancer Revealed                                                | 玛莎·葛兰姆：被发现的舞者                          |                                     |                         |          |                  |
| 1996             | PBS      | American Masters            | 美国大师           | Danny Kaye: A Legacy of Laughter                                                  | 丹尼·凯伊：欢笑的遗产                              |                                     |                         |          | （受访者）       |
| 1997             | CBS      |                             |                    | 53rd Presidential Inaugural Gala                                                  | 第53届总统就职晚会                                 |                                     |                         |          |                  |
| 2000             | CBS      |                             |                    | The Kennedy Center Honors                                                         | 肯尼迪中心荣誉奖                                   |                                     |                         |          | （获奖者）       |
| 2001             | PBS      |                             | （纪录片）         | Merce Cunningham: A Lifetime of Dance                                             | 默斯·康宁汉：一生的舞蹈                            |                                     |                         |          |                  |
| 2001             | 第四台   |                             | （纪录片）         | Bourne to Dance                                                                   | 伯恩跳舞                                           |                                     |                         |          | （在档案片段中） |

他还在PBS的《美国舞蹈》中演出了《浪子回头》、《坚定的锡兵》、《柴可夫斯基双人舞》和《其它舞蹈》；在PBS出演了《巴里什尼科夫：舞者与舞蹈》（Baryshnikov: The Dancer and the Dance）；在法国的电视台演出了《卡门》；还有HBO的电视剧《欲望都市：亚历山大·彼得罗夫斯基》（Sex and the City: Aleksandr Petrovsky）。
- 《舞蹈的魔力》（The Magic of Dance）, 1982
- 主持人/制片人，《来自我童年的故事》（Stories from My Childhood，又称《米哈伊尔·巴里什尼科夫：来自我童年的故事》Mikhail Baryshnikov's Stories from My Childhood），1997